# Marco Antonio Ballesteros
Marco Antonio Ballesteros (Guadalajara, Jalisco, 14 de septiembre de 1979) es un ex futbolista mexicano que jugaba en la posición de Mediocampista.actualmente es vendedor de la marca Herbalife y entrenador de CrossFit.

## Trayectoria
Surgido en las fuerzas básicas del Atlas de Guadalajara, para el Torneo Verano 2000 es transferido al Club León equipo que tenía problemas con el descenso donde el joven mediocampista tuvo su despegue con el León siendo un jugador utilizado con frecuencia y de bueno frutos para que el cuadro Esmeralda conservará la categoría en el Verano 2001. Anotó su primer gol en contra del Club Deportivo Guadalajara de tiro libre aunque su equipo perdió 2-1
Para Verano 2002 descendió con el León y para el Clausura 2003 es vendido a los Delfines de Coatzacoalcos de la Primera División A para el Apertura 2005 es transferido a los Tigres de la UANL teniendo carnet único para jugar en su filial los Tigres Broncos.

### Clubes
| Club                      | País                | Año         | Partidos | Goles | Media |
| ------------------------- | ------------------- | ----------- | -------- | ----- | ----- |
| Académicos de Tonalá      | México              | 1995 - 1998 | 85       | 26    | 0.31  |
| Atlas F.C.                | México              | 1998 - 2000 | 4        | 0     | 0     |
| León A.C.                 | México              | 2000 - 2001 | 24       | 1     | 0.04  |
| C. Zacatepec              | México              | 2002        | 22       | 2     | 0.09  |
| León A.C.                 | México              | 2002 - 2003 | 21       | 0     | 0     |
| Delfines de Coatzacoalcos | México              | 2003 - 2004 | 17       | 0     | 0     |
| Tigres Broncos            | México              | 2004        | 10       | 0     | 0     |
| Total en su carrera       | Total en su carrera | 1995 - 2004 | 183      | 29    | 0.16  |

## Estadísticas

### Clubes
La siguiente tabla detalla los encuentros disputados y los goles marcados en los clubes en los que ha militado.
| Académicos de Tonalá · México                                                                                             | 3.ª                 | 1995-96             | 22  | 7  | - | - | - | - | 22  | 7  |
| Académicos de Tonalá · México                                                                                             | 3.ª                 | 1996-97             | 33  | 8  | - | - | - | - | 33  | 8  |
| Académicos de Tonalá · México                                                                                             | 3.ª                 | 1997-98             | 30  | 11 | - | - | - | - | 30  | 11 |
| Académicos de Tonalá · México                                                                                             | 3.ª                 | Total               | 85  | 26 | - | - | - | - | 85  | 26 |
| Atlas F.C. · México | 1.ª                 | 1998-99             | 0   | 0  | 0 | 0 | - | - | 0   | 0  |
| Atlas F.C. · México | 1.ª                 | 1999-00             | 0   | 0  | 2 | 0 | 2 | 0 | 4   | 0  |
| Atlas F.C. · México | 1.ª                 | Total               | 0   | 0  | 2 | 0 | 2 | 0 | 4   | 0  |
| León A.C. · México | 1.ª                 | 2000-01             | 20  | 0  | - | - | - | - | 20  | 0  |
| León A.C. · México | 1.ª                 | 2001                | 4   | 1  | - | - | - | - | 4   | 1  |
| León A.C. · México | 2.ª                 | 2002-03             | 21  | 0  | - | - | - | - | 21  | 0  |
| León A.C. · México | 2.ª                 | Total               | 45  | 1  | - | - | - | - | 45  | 1  |
| Zacatepec F.C. · México                                                                                                   | 2.ª                 | 2002                | 22  | 2  | - | - | - | - | 22  | 2  |
| Zacatepec F.C. · México                                                                                                   | 2.ª                 | Total               | 22  | 2  | - | - | - | - | 22  | 2  |
| Delfines de Coatzacoalcos · México                                                                                        | 2.ª                 | 2003-04             | 17  | 0  | - | - | - | - | 17  | 0  |
| Delfines de Coatzacoalcos · México                                                                                        | 2.ª                 | Total               | 17  | 0  | - | - | - | - | 17  | 0  |
| Tigres Broncos · México                                                                                                   | 2.ª                 | 2004                | 10  | 0  | - | - | - | - | 10  | 0  |
| Tigres Broncos · México                                                                                                   | 2.ª                 | Total               | 10  | 0  | - | - | - | - | 10  | 0  |
| Total en su carrera | Total en su carrera | Total en su carrera | 179 | 29 | 2 | 0 | 2 | 0 | 183 | 29 |
| (1)Incluye datos de la Pre Pre Libertadores (1999).(2)Incluye datos de la Pre-Libertadores y la Copa Libertadores (2000). |                     |                     |     |    |   |   |   |   |     |    |

## Selección nacional

### Categorías menores
Sub-23
| Torneo                              | Sede    | Resultado    | Partidos | Goles |
| ----------------------------------- | ------- | ------------ | -------- | ----- |
| Torneo Esperanzas de Toulon de 2000 | Francia | Primera fase | 3        | 0     |

## Palmarés

### Campeonatos nacionales
| Título               | Club       | País           | Año  |
| -------------------- | ---------- | -------------- | ---- |
| Pre Pre Libertadores | Atlas F.C. | Estados Unidos | 1999 |

### Campeonatos internacionales
| Título           | Club       | País               | Año  |
| ---------------- | ---------- | ------------------ | ---- |
| Pre Libertadores | Atlas F.C. | México y Venezuela | 2000 |